# آنا کیوباسیسکا
آنا کیوباسیسکا (لهستانی: Anna Kiełbasińska؛ زادهٔ ۲۶ ژوئن ۱۹۹۰) ورزشکار دو و میدانی اهل لهستان است که در مسابقات کشوری و بین‌المللی در مجموع برندهٔ ۳ مدال طلا، ۲ مدال نقره و ۲ مدال برنز شده‌است.
حرفه : آنا کیلباسینسکا مدال طلای ماده امدادی 4 در 400 متر زنان در مسابقات قهرمانی داخل سالن اروپا 2019 در گلاسکو را در کنار ایگا باومگارت-ویتان، مالگورزاتا هولوب-کووالیک و جاستینا شویتی-ارستیک به دست آورد.
در مسابقات جهانی دوومیدانی 2019 که در دوحه برگزار شد، او مدال نقره ماده امدادی 4 در 400 متر زنان را با دویدن در گرما به دست آورد. این تیم متشکل از هولوب-کوالیک، پاتریچا ویسزکیویچ، سویتی-ارستیک و باومگارت-ویتان بود.
تنها پنج ماه قبل از بازی‌های المپیک 2020 توکیو که در سال 2021 به تعویق افتاد، او تحت عمل جراحی قرار گرفت تا استخوان ناویکولار شکسته شده در مچ پاش درست شود. شکستگی درجه سوم با دو پیچ ثابت شد.[3] با وجود این، او در بازی‌ها به لهستان کمک کرد تا در مسابقات دوی 4 در 400 متر امدادی زنان، مدال نقره را در کنار بامگارت-ویتان، هولوب-کوالیک، شویتی-ارستیک و ناتالیا کازمارک به دست آورد.
در فوریه 2022، Kiełbasińska یک رکورد جدید لهستانی داخل سالن در 400 متر در زمان 51.10 ثانیه در نشستی در استراوا، جمهوری چک به دست آورد.
او در لهستان مستقر است، اما به ورزشکاران هلندی، که تحت هدایت مربی Laurent Meuwly هستند، در کمپ های آموزشی حدود چهار بار در سال می پیوندد.